# چارلی باسبوری
چارلی باسبوری (انگلیسی: Charlie Bosbury; ۵ دسامبر ۱۸۹۷ – ۱۴ ژوئیهٔ ۱۹۲۹) بازیکن فوتبال اهل بریتانیا بود.
از باشگاه‌هایی که در آن بازی کرده‌است می‌توان به باشگاه فوتبال پرستون نورث اند، باشگاه فوتبال لینکولن سیتی، باشگاه فوتبال ساوت‌همپتون، و باشگاه فوتبال بیرمنگام سیتی اشاره کرد.